# La terra dell'abbondanza
(Paul)
La terra dell'abbondanza (Land of Plenty) è un film dell'autore regista tedesco Wim Wenders. Prodotto nel 2004, è stato presentato nella sezione in concorso alla 61ª Mostra internazionale d'arte cinematografica di Venezia. Richiama, nel titolo, una conosciuta lirica dell'autore e cantante statunitense Leonard Cohen.

## Trama
Los Angeles, 2003. Paul è un reduce dalla guerra del Vietnam e fa parte di un corpo speciale per la sicurezza e la difesa contro gli attentati; Lanna, figlia di un missionario, ha vissuto in Africa e torna dopo lungo tempo nel suo paese a lavorare per una comunità di senzatetto. Entrambi hanno però qualcosa in comune. Paul è lo zio della ragazza, con la quale ha perso i contatti da molti anni.
Incontratisi nuovamente, sono testimoni della morte di un uomo mediorientale, che consentirà loro di avvicinarsi l'un l'altro e di esprimere opposte visioni del mondo.